# Barruera
Barruera – miejscowość w Hiszpanii, w Katalonii, w prowincji Lleida, w comarce Alta Ribagorça, w gminie La Vall de Boí.
Według danych INE z 2010 roku miejscowość zamieszkiwało 219 osób.